# Hochschulreform
Als Hochschulreform wird eine größere Umgestaltung bestehender Strukturen und Inhalte innerhalb des Hochschulsystems bezeichnet. Sie war und ist meist eine Reaktion auf gesellschaftliche Veränderungen sowie auf die damit verbundenen Anforderungen an Wissenschaft, Hochschule und Lehre. Dazu gehören etwa  demographische Entwicklungen, sozioökonomischer Strukturwandel in den Beschäftigungssektoren, technologischer Fortschritt und internationale Wettbewerbsentwicklung. Auch Reformen auf anderen Ebenen des Bildungssystems (wie etwa eine Schulreform) können eine Hochschulreform veranlassen. Mit der durch den Bologna-Prozess angestoßenen Schaffung eines europäischen Hochschulraums findet gegenwärtig eine auf europaweite Harmonisierung von Studiengängen und ‑abschlüssen sowie auf internationale Mobilität der Studierenden zielende transnationale Hochschulreform statt.
Planung und Umsetzung von Hochschulreformen verteilen sich auf eine Vielzahl von Akteuren. Sie werden von zahlreichen Institutionen, Sachverständigen und Interessenvertretern angeregt und unterstützt: In Deutschland obliegt die diesbezügliche Koordinierung zwischen Bund und Ländern in erster Linie den hochschulpolitischen Akteuren. Die konkrete Durchführung erfolgt vor allem auf der Ebene der Kultusministerien der im föderalistischen Rahmen der Bundesrepublik Deutschland für die Bildungspolitik hauptsächlich zuständigen Bundesländer. Die gesetzliche Grundlage dafür bieten das Hochschulrahmengesetz und die Hochschulgesetze der Länder.

## Bereiche
Die Ziele und Inhalte von Hochschulreformen können einen oder mehrere der folgenden Bereiche betreffen:
- Zugang zu bzw. Qualität und Struktur von Studium, Lehre und Forschung (Beispiele: Auswahlrecht, Studienstrukturreform und Bologna-Prozess, Einführung des Teilzeitstudiums, virtuelle Lehre);
- Mitwirkung und Autonomie sowohl innerhalb der Institutionen als auch zwischen Hochschulen und politischen Instanzen (Beispiel: Reform der Organisations- und Steuerungsmodelle);
- Hochschulfinanzierung; Studienfinanzierung; Studiengebühren
- Umbildungen in der Struktur des akademischen und administrativen Personals (Beispiele: Einführung der Juniorprofessur, leistungsbezogene Vergütungselemente bei der Professorenbesoldung);
- Gleichstellungsarbeit (Beispiele: Förderung von Wissenschaftlerinnen und Studentinnen, Besetzung der Berufungskommissionen, familiengerechte Hochschule, Girls’ Days);
- Adaption administrativer und (informations- bzw. kommunikations)technischer Infrastrukturen zur optimalen Implementierung der Reformmaßnahmen.

Infolgedessen fasst der Begriff Hochschulreform meist verschiedene, in teilweise voneinander unabhängigen Bereichen greifende Maßnahmen zusammen.
Mit zunehmender Internationalisierung des Hochschulwesens (nicht erst seit Beginn des Bologna-Prozesses 1999) werden nationale Hochschulreformen in steigendem Maße international ausgerichtet und übernational koordiniert. Ein Stichwort ist dabei die angestrebte und vielfach angezweifelte Homogenisierung des europäischen Hochschulraumes.

## Hochschulreformen in Deutschland seit 1945

### Anfangszeit und 1950er Jahre: Gegensätzliche Entwicklungen in BRD und DDR
- In den ersten Jahrzehnten nach 1949 war die Bundesrepublik eher durch die Rückbesinnung auf Bildungstraditionen der Weimarer Republik, weniger durch einschneidende Reformen im (Hochschul)bildungswesen geprägt.
- Währenddessen erfolgten unmittelbar nach 1945 auf dem Gebiet der Sowjetischen Besatzungszone die Entnazifizierung der Hochschulen und Universitäten sowie die Abschaffung des bürgerlichen Bildungsprivilegs (zusätzliche Arbeiter- und Bauernfakultäten). Mit DDR-Gründung 1949 wurde eine Umorientierung im Sinne eines ideologischen und politischen Gleichklangs mit der Sowjetunion schrittweise vollzogen. Beschlüsse der SED u. a. zum Hochschulwesen vom Januar 1951 wurden zum Ausgangspunkt der Einführung stalinistischer Strukturen. Der sukzessiven Umgestaltung der Hochschulen nach dem Vorbild der sowjetischen Pädagogik widersetzten sich zahlreiche Studenten und Wissenschaftler, u. a. durch Abwanderung und Flucht in den Westen.

### Reformhochphase und deutsch-deutsche Spezifika

#### Bundesrepublik Deutschland
- Die Phase zwischen 1965 und 1973 gilt allgemein bildungspolitisch wie auch bezüglich des Hochschulwesens als eine der wichtigsten Reformperioden.
- Ausschlaggebend für ihre Ausprägung in der Bundesrepublik waren nicht zuletzt die Forderungen der Öffentlichkeit und die Kritik durch die Studentenbewegung. Eine neue Priorisierung der Bildung in Einklang mit den demographischen Entwicklungen, hohe staatliche Ausgaben im (Bildungs- und) Hochschulwesen und die Neugründung von Universitäten sind einige der charakteristischen Faktoren.

In den 1960er Jahren wird der mangelhafte Zustand des Bildungssystems von Kritikern wie Georg Picht diskutiert.
Im Zuge der weltweiten Studentenbewegung (68er) erkämpfen Studenten in Deutschland, Frankreich (Mai-Unruhen) und den USA (Free Speech Movement) eine Öffnung und Demokratisierung der Hochschulen.
Die Westdeutsche Rektorenkonferenz erstellt unter dem 6. Januar 1968 Dokumente zur Hochschulreform, die sog. Godesberger Erklärung, mit Empfehlungen zu Zulassungsbeschränkungen, zur Stellung der wissenschaftlichen Assistenten, zu Sonderforschungsbereichen und zur „qualitativen Repräsentation“ in den Gremien der Hochschulen.
Die Hochschulreform in Deutschland von 1977 strebte eine umfassende Gleichberechtigung aller Bevölkerungsgruppen an, was Bildungschancen angeht (humanistisches Bildungsideal).
Aber auch neue Erkenntnisse aus Wissenschaft und Forschung sollten stärker integriert werden (z. B. Neue Mathematik). Das Studium soll, auch nach UN-Vereinbarungen, gebührenfrei sein.
Bildung wird als hohes Gut für die Gesellschaft gesehen, nicht nur in Hinblick auf wirtschaftlichen Erfolg.

#### Deutsche Demokratische Republik
In der Sowjetischen Besatzungszone/DDR dagegen war der Reformprozess zentral gesteuert und kontrolliert; es gab hierzu drei Hochschulreformen:
Die erste Hochschulreform umfasste die Veränderungen bei der Neueröffnung der Universitäten und Hochschulen nach 1945 auf dem Gebiet der Sowjetischen Besatzungszone. Insbesondere wurde  die Entnazifizierung durchgeführt und das bürgerliche Bildungsprivileg gebrochen (Einführung der Arbeiter-und-Bauern-Fakultäten).
Die zweite Hochschulreform wurde 1951/52 vollzogen und die zentralistische Steuerung des Hochschulwesens der DDR eingeführt. Das Staatssekretariat für Hoch- und Fachschulwesen war für die Leitung und Koordinierung des gesamten Hochschulbereichs zuständig. Es gab für alle Studienrichtungen einheitliche und verbindliche Studien- und Prüfungspläne mit einer genauen Regelung des Studienganges heraus.
Die dritte Hochschulreform sollte die Effektivität von Forschung und Ausbildung verbessern sowie eine stärkere Verbindung der Hochschulen mit der Wirtschaft bewirken. Es wurden seit Sommer 1968 in der ganzen DDR an allen Hochschulen und Universitäten nahezu einheitliche Strukturen eingeführt (Abweichungen gab es vorwiegend an den Universitäten im medizinischen Bereich). Im Verlauf dieser Hochschulreform wurden die bestehenden Institutsstrukturen vollständig aufgelöst, und als größere Einheiten wurden Sektionen eingeführt (etwa vergleichbar mit den US-amerikanischen Department-Strukturen). Ziel war hierbei eine stärkere strukturelle Zentralisierung im Hochschulwesen. Dazu wurden zusätzlich zu den Studienplänen auch die Promotionsordnungen umgestellt (Promotion A und Promotion B) sowie eine neue Hochschullehrerberufungsverordnung eingeführt (Professoren, Hochschuldozenten).
Der steigenden Studentenzahl in der Bundesrepublik Deutschland stand hier die Drosselung des Hochschulzugangs zu Gunsten der Facharbeiterausbildung gegenüber. Hier bewirkten insbesondere der Beschluss (vom 3. April 1969) über die Weiterführung der dritten Hochschulreform und die Entwicklung des Hochschulwesens bis 1975 die Reorganisation der inneren Strukturen der Hochschulen (Sektionen) und des Studiums.

### Bologna-Prozess
Zu Beginn des 21. Jahrhunderts finden Hochschulreformen auf europäischer Ebene und darüber hinaus statt. Anlass ist die erwünschte Herstellung eines gemeinsamen europäischen Hochschulraums, der durch Harmonisierung bzw. Herstellung einer Konvergenz der Rahmenbedingungen unter anderem die internationale Mobilität der Studierenden und die transnationale Anerkennung von Studienabschlüssen fördern soll.
Im Mittelpunkt des Reformdiskurses stehen im Zeitalter von Globalisierung und Standort-Konkurrenz einerseits die marktorientierte Neuausrichtung von Studiengängen und Studienabschlüssen sowie Fragen der Hochschulfinanzierung (Studiengebühren und Drittmitteleinwerbung); andererseits geht es um die Förderung von Spitzenuniversitäten sowie um die Hochschulautonomie und die Partizipation der am Hochschulleben beteiligten Gruppen im Spannungsfeld gesellschaftlicher Einflussnahmen.

## Hintergründe, ausschlaggebende Faktoren und Schlagworte zu Hochschulreformen
Die Anpassung an neue Bedingungen und die Herausforderungen der Zeit erfordern neue Konzepte, so dass mit den durchgeführten Restrukturierungen häufig ein Wandel und ein Bruch mit hochschulpolitischen Traditionen assoziiert werden. Im öffentlichen Diskurs werden dabei hochschulpolitische Konsensfindung und Entscheidungsprozesse in starkem Maße von kontroversen und selten wertneutralen Schlagworten begleitet. Über die realen Kontextbedingungen hinaus geht es häufig um konträre Interessenlagen der verschiedenen Akteure und die Vereinbarkeit von Kontinuität und Innovation in der Entwicklung des deutschen (und damit verbunden  auch des europäischen) Hochschulwesens. Im Übrigen wurde die Mehrzahl der heute aktuell erscheinenden Faktoren und Schlagworte im Lauf der Jahrzehnte bereits angeführt und kontrovers diskutiert; ihre spezifischen Inhalte und Charakteristika, ihre jeweiligen Befürworter oder Gegner jedoch bedeuten jeweils neue Ausgangspunkte, Konsequenzen und Perspektiven. Daher wurde der Versuch unternommen, die Liste nicht rein chronologisch, sondern nach Popularität und absteigender Verwendungshäufigkeit innerhalb des Gesamtzeitraums zu erstellen.
- Demographischer Wandel und Chancenungleichheit
- Die Krise der deutschen Universität
- Modernisierung und Erhöhung von Effizienz in Wissenschaft, Forschung und Lehre
- Internationale Mobilität und Sichtbarkeit; Internationalisierungsstrategien
- Mangel an Absolventen gemäß Arbeitsmarktnachfrage; Fachkräftemangel
- akademische Mobilität und Flexibilität, Talentabwanderung
- Universität als Unternehmen und Dienstleistungsanbieter, managementorientierte Steuerungskonzepte
- Profilbildung, Differenzierung, Konvergenz (Bildungsbericht 2006)
- Erhöhung der Studierbarkeit und der sogenannten „Employability“

## Hochschulrahmengesetz
Hochschulrahmengesetz (HRG) in der Fassung der Bekanntmachung vom 19. Januar 1999 (BGBl. I S. 18), zuletzt geändert durch Artikel 2 des Gesetzes vom 12. April 2007 (BGBl. I S. 506): „§8 Studienreform: Die Hochschulen haben die ständige Aufgabe, im Zusammenwirken mit den zuständigen staatlichen Stellen Inhalte und Formen des Studiums im Hinblick auf die Entwicklungen in Wissenschaft und Kunst, die Bedürfnisse der beruflichen Praxis und die notwendigen Veränderungen in der Berufswelt zu überprüfen und weiterzuentwickeln.“

## An Hochschulreformen beteiligte Institutionen und Akteure
- Bundesministerium für Bildung und Forschung
- Kultusministerien der Länder, Kultusministerkonferenz (KMK)
- Gemeinsame Wissenschaftskonferenz (GWK) von Bund und Ländern (seit 1. Januar 2008, infolge der am 1. September 2006 in Kraft getretenen Föderalismusreform; bis 31. Dezember 2007 BLK – Bund-Länder-Kommission für Bildungsplanung und Forschungsförderung)
- Wissenschaftsrat
- Hochschulrektorenkonferenz
- Stifterverband für die Deutsche Wissenschaft
- Allgemeiner Fakultätentag,
- Deutsches Studentenwerk,
- Allgemeine Studentenausschüsse und deren Dachverbände (Verband Deutscher Studentenschaften, freier zusammenschluss von studentInnenschaften),
- Deutscher Hochschullehrerinnenbund,
- Deutscher Hochschulverband,
- Bundesassistentenkonferenz (1968–1974)
- CHE, centrum für Hochschulentwicklung
- HIS Hochschul-Informations-System GmbH
- Gewerkschaft Erziehung und Wissenschaft, Verband Hochschule und Wissenschaft im Deutschen Beamtenbund,
- ver.di – Fachbereich Bildung, Wissenschaft und Forschung
- Deutscher Bildungsrat (1965–1975)

## Weiterer Kontext
Wilhelm von Humboldt steht für einen gewandelten Bildungsbegriff der Aufklärung.
Die Reformpädagogik strebt eine Reformierung älterer pädagogischer Grundsätze an.